# 冯拭
冯拭（？—？），是一名清朝政治人物。
冯拭曾于乾隆年间接替杨漌任邵武府知府一职，乾隆年间由揆文裦接任。